# Buchen-Kahneule

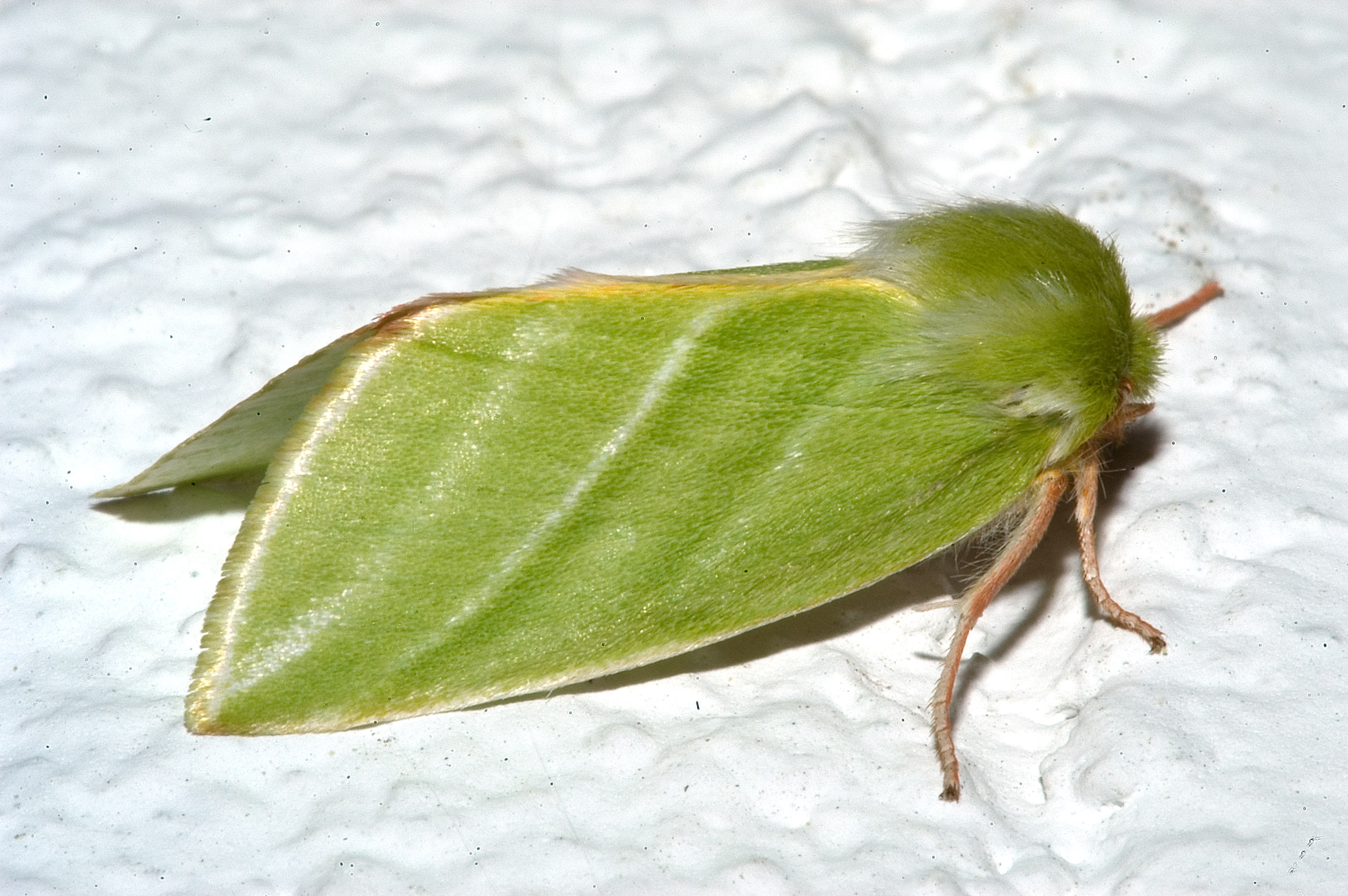
Seitenansicht

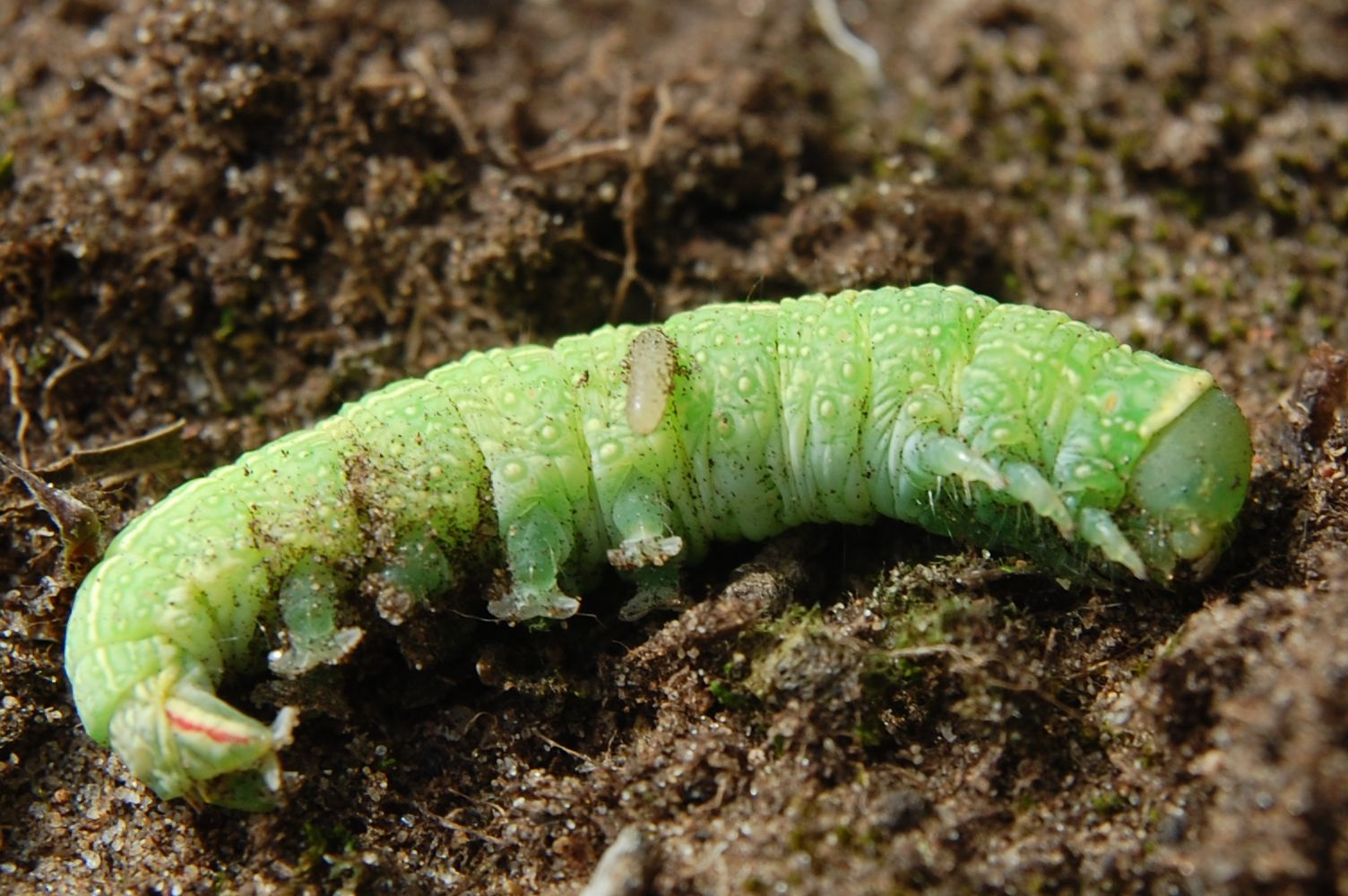
Raupe der Buchen-Kahneule, durch eine Grabwespe der Gattung Ammophila gelähmt und mit einem Ei belegt.

Die Buchen-Kahneule (Pseudoips prasinana), auch Jägerhütchen genannt, ist ein Schmetterling (Nachtfalter) aus der Unterfamilie der Kahneulchen (Nolinae), die nach der neueren Systematik zur Familie der Eulenfalter (Noctuidae) gerechnet wird.

## Merkmale
Die Falter erreichen eine Flügelspannweite von 30 bis 35 Millimeter. Sie haben leuchtend hellgrüne Vorderflügel, auf denen zwei bis drei feine, undeutliche, helle Querlinien erkennbar sind. Hinzu kommen daran parallel angrenzende dunkler grün gefärbte Linien. Die Flügel haben bei den Männchen einen roten, bei den Weibchen einen rötlich-gelben Rand. Die Hinterflügel der Männchen sind gelbgrün, die der Weibchen weiß. Die Beine sind ebenso wie die Fühler an der Vorderseite rot, hinten allerdings weiß gefärbt. Es gibt Tiere, bei denen der Flügelinnenrand und die Querlinien rot gefärbt sind. 
Die Raupen werden ca. 35 Millimeter lang. Sie sind ebenfalls hellgrün mit vielen kleinen, gelben Punkten und zwei schmalen gelben Längsstreifen. Hinter dem Kopf ist eine etwas dickere gelbe Querbinde sichtbar. Am Ende des Hinterleibs vor dem Nachschieber ist seitlich je ein kurzer roter Strich zu erkennen. Die vier Bauchbeinpaare haben deutlich verbreiterte Sohlen.

### Ähnliche Arten
- Großer Kahnspinner (Bena bicolorana)

## Vorkommen
Sie kommen in fast ganz Europa und der übrigen Paläarktis in Laubwäldern, vor allem in Buchen- und Eichenwäldern weit verbreitet und zahlreich vor. Sie fehlen in Nordafrika und dem hohen Norden. 

## Lebensweise
Die Falter fliegen am Abend und in der Nacht und lassen sich durch künstliches Licht anlocken. Am Tag findet man sie unter Blättern sitzend. In ihrer Ruhestellung legen die Tiere ihre Flügel dachförmig aneinander. 

### Flug- und Raupenzeiten
Die Falter fliegen in einer Generation von Anfang Mai bis Ende Juli. Die Raupen findet man von Juni bis September. In wärmeren Regionen fliegt auch eine zweite Generation bis in den Spätsommer.

### Nahrung der Raupen
Die Raupen ernähren sich von den Blättern von Laubbäumen und Sträuchern. Sie bevorzugen Rotbuche (Fagus sylvatica), Sandbirke (Betula pendula), Stieleiche (Quercus robur), Gemeine Hasel (Corylus avellana) und Edelkastanie (Castanea sativa).

## Entwicklung
Die Weibchen legen die sehr flachen und wie Räder mit Speichen gerippten, hellgelben Eier einzeln an die Oberseite der Blätter der Futterpflanzen ab. Die Raupen sind ebenfalls nachtaktiv. Sie verpuppen sich meist auf Blättern in sehr fest gesponnenen, weißlichen bzw. hellbraunen Kokons. Diese sehen durch ihren Kiel auf der Vorderseite einem Kahn sehr ähnlich. Die Puppe ist am Rücken rötlichbraun gefärbt, auf der Unterseite ist sie hell gelbbraun. Sie überwintert, bevor sie im Frühjahr schlüpft.